# أنبوبة مبيضية
أنبوبة مبيضية أو طَرَفِيُ المُغذياتِ (الاسم العلمي Ovariole)، أحد أقسام المبيض في الحشرات. يتركب المبيض من مجموعة من أنابيب مبيضية يختلف عددها بأختلاف أجناس الحشرات. وتغلف الأنبوبة المبيضية بنسيج ضام رقيق مرن يعرف بالغلالة الأصلية. تتميز الأنبوبة المبيضية إلى أربعة مناطق.

## المناطق الأربعة

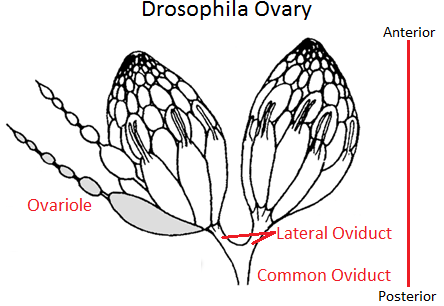

- الخيط الطرفي: وهو امتداد للنسيج ضام المغلف للأنبوبة وتتجمع الخيوط الطرفبة الأنابيب المبيضية ليتكون منها خيط مشترك يربط الأنابيب بجدار الجسم الداخلي.[2]
- المنطقة الجرثومية: تحتوي على الخلايا الجرثومية أولية والتي تنقسم انقسامات ميتوزية لتكوم أمهات المبيض

أو خلايا بيضية اولبة وأيضًا إلى مغذية أحيانا.
- المنطقة المحية: وهي تشغل الجزء الأكبر من الأنبوبة المبيضية وتشمل على البويضات النامية في مراحل

متتالية للنو، أحدثها تكوينا يوجد في قمة المنطقة المحية أسفل المنطقة الجرثومية مباشرة.
ويتم افراز المح بالبويضات لعد مرحلة نمو محددة. وتغلف كل خلية بيضية بغلاف من نسيج حويصلي
لتكون حوصلة بيضية.
- شمراخ أو عنق الأنبوبة المبيضية: وهو عنق الأنبوبة ويتمثل بجزء قصير يؤدي إلى

قناة البيض الجانبية.
تتميز الأنابيب المبيضية إلى نوعين رئيسين؛ نوع خال من الخلايا المغذية ونوع ذو خلايا مغذية.
النوع الثامني قد يكون أنابيب مبيضية ذات خلايا مغذية طرفية حيث تكون الخلايا المغذية متجمعة
في النهاية الطرفية للأنبوبة بالمنطقة الجرثومية، كما في الحشرات النابعة لرتبة نصفية الأجنحة
ورتبة غمدية الأجنحة. أو أنابيب مبيضية عديدة الخلايا المغذية حيث يكون لكل بويضة الخلايا المغذية
الخاصة بها، وهذا النوع يوجد في غالبية الحشرات داخلية الأجنحة ماعدا التابة لرتبة البراغيث Siphonaptera ورتبة
Adephaga التابعة لرتبة غمدية الأجنحة.